# Ora il Popolo
Ora il Popolo (in inglese Now the People!, in francese Maintenant le peuple) è un'alleanza politica europea di sinistra e sinistra radicale a vocazione progressista fondato nell'aprile 2018 a Lisbona (dove undici anni prima i leader politici europei avevano firmato l'omonimo trattato) da Catarina Martins, Pablo Iglesias e Jean-Luc Mélenchon per siglare la loro alleanza contro le politiche europee imposte, tra l'altro, proprio dal Trattato di Lisbona.

## Storia
Il movimento politico europeo Ora il Popolo nasce a Lisbona il 12 aprile 2018, in un incontro in cui Martins, Iglesias e Mélenchon firmano a nome dei rispettivi movimenti politici (il Blocco di Sinistra portoghese, Podemos spagnolo e La France Insoumise francese) la dichiarazione "Ora, il Popolo! Per una rivoluzione democratica in Europa".
Il 27 giugno 2018, con un nuovo documento presentato a Bruxelles, viene annunciata l'adesione al movimento dell'Alleanza Rosso-Verde danese, del Partito della Sinistra svedese e dell'Alleanza di Sinistra finlandese.
In Italia, il movimento Potere al Popolo! ha manifestato condivisione e sostegno al documento fondatore, aderendo al manifesto e partecipando ai successivi incontri. Tuttavia, nel 2024 ad essere entrato in Ora il Popolo! e venire riconosciuto come componente partecipante per l'Italia è poi stato il partito Sinistra Italiana.
La campagna elettorale di Ora il Popolo è stata inaugurata con un meeting a Marsiglia nel maggio 2019. Alle elezioni europee del 2019 i partiti associati nel movimento ottennero 14 seggi, con La France Insoumise come partito tra i sei dell'alleanza a ottenere il maggior numero di eurodeputati. Al Parlamento europeo i membri del movimento siedono nel gruppo confederale della Sinistra Unitaria Europea/Sinistra Verde Nordica, rinominato poi semplicemente "La Sinistra".
In preparazione alle elezioni europee del 2024, dopo un incontro a Parigi, i leader dei sei partiti riconfermarono la loro collaborazione sottoscrivendo un manifesto elettorale comune.

## Posizioni politiche
Il documento di Lisbona esprime un giudizio negativo sulle politiche di austerità e considera necessario la rottura dei trattati europei, giudicati come una camicia di forza. Il movimento si pone come obiettivo la costruzione di istituzioni in difesa dei diritti sociali e della sovranità dei popoli.
Il documento presentato a Bruxelles esprime contrarietà ai trattati di libero scambio, alle politiche xenofobe e razziste, alla militarizzazione ed alle politiche colonialiste dell'Unione europea.

## Componenti
Alle elezioni europee del 2019, le varie componenti del movimento ottengono complessivamente 13 deputati, insufficienti per formare un gruppo politico (essendo la soglia di 25 deputati di almeno 7 paesi diversi).
Alle elezioni europee del 2024, i partiti di Ora il Popolo ottengono complessivamente 23 eurodeputati.
| Partito                | Stato      | Parlamento Europeo | Parlamento Europeo | Parlamento nazionale |
| Partito                | Stato      | % voti             | seggi              | seggi                |
| ---------------------- | ---------- | ------------------ | ------------------ | -------------------- |
| Alleanza Rosso-Verde   | Danimarca  | 7,04               | 1 / 15             | 9 / 179              |
| Alleanza di Sinistra   | Finlandia  | 17,32              | 3 / 15             | 11 / 200             |
| La France Insoumise    | Francia    | 9,89%              | 9 / 81             | 75 / 577             |
| Die Linke              | Germania   | 2,74               | 3 / 96             | 39 / 736             |
| Sinistra Italiana      | Italia     | 6,78%              | 2 / 76             | 6 / 600              |
| Blocco di Sinistra     | Portogallo | 4,26               | 1 / 21             | 5 / 230              |
| Podemos                | Spagna     | 3,28               | 2 / 61             | 4 / 350              |
| Partito della Sinistra | Svezia     | 11,06              | 2 / 21             | 24 / 349             |
| Note: 1. 2.            |            |                    |                    |                      |